# Bertram Pfeiffer
Bertram Pfeiffer (* 8. Dezember 1797 in Neukirchen, heute Leverkusen; † 2. April 1872 in Bonn) war ein deutscher Politiker.

## Leben und Wirken
Bertram Pfeiffer war Sohn eines Landwirtes. Er war Generalintendant und Sekretär von Friedrich Wilhelm von Redern in Berlin.
Am 10. Oktober 1833 wurde er zum Bürgermeister der Stadt Essen ernannt. In Personalunion war er von 1834 bis 1838 Bürgermeister der Bürgermeisterei Steele und von 1834 bis 1840 Bürgermeister der Bürgermeisterei Altenessen. Letzteres Amt übernahm er als Nachfolger des suspendierten Christian Noot. 1841 gründet Pfeiffer die Sparkasse Essen. Das Amt des Bürgermeisters von Essen hatte er bis zum 30. September 1847 inne, als er bei der Wahl seinem Gegenkandidaten Heinrich Horstmann unterlag.
Mit der Anregung an Franz Philipp Funcke zur Herausgabe der Geschichte des Fürstenthums und der Stadt Essen im Jahre 1848 machte sich Pfeiffer um die Essener Ortsgeschichte verdient.
Nach 1847 wirkte er als Generalagent einer Versicherung in Köln. Danach war er am 21. Januar 1851 zum Bürgermeister von Remscheid gewählt worden. Dieses letzte Amt legte er am 4. Januar 1859 aus gesundheitlichen Gründen nieder. Seinen Ruhestand verbrachte Pfeiffer in Bonn.
1958 wurde in Gedenken an Bertram Pfeiffer die Pfeifferstraße in Essen-Schonnebeck nach ihm benannt.